# Euzen
Euzen est un groupe danois de rock, originaire de Copenhague.

## Histoire
Le groupe est formé en 2006 par le danois Christopher Juul (2003-2013 chez Valravn) et la norvégienne Maria Franz. Le groupe fait sa première apparition publique en 2008.
Depuis 2008, Euzen donne environ 90 concerts, la plupart en Allemagne, mais aussi dans leur pays d'origine, le Danemark, aux Pays-Bas, en République tchèque, en Norvège, en Suisse, en Russie et aux États-Unis. Durant cette période, ils jouent dans quelques grands festivals comme le TFF Rudolstadt (2011), le Castlefest aux Pays-Bas (2010, 2011, 2012, 2014, 2016, 2019), le Wave-Gotik-Treffen à Leipzig (2012, 2015) ou le M'era Luna à Hildesheim (2014).
En 2009, le groupe sort son premier album, Eudaimonia, suivi de Sequel en 2011. En novembre 2014, Euzen lance une campagne de financement participatif sur la plateforme Kickstarter, demandant le financement d'une vidéo musicale pour leur nouveau single Phobia. En l'espace de huit semaines, ils récoltent 21 450 DKK (environ 2880 €), soit plus du double de la somme visée. Avec leur nouvel album Metamorph,, ils entament une grande tournée en Allemagne début 2015.
Début 2018, ils emménagent dans un nouveau studio, le leur (Lava Studios 2.0), à la périphérie de Copenhague, le bâtiment du premier studio de la ville ayant été démoli fin 2017. Le grand succès de Christopher et Maria avec le groupe Heilung, le projet musical STOI ou la création du groupe Songleikr sont autant de raisons qui expliquent pourquoi Euzen se calme à partir de 2016. 

## Discographie

### Albums studio
- 2009 : Eudaimonia
- 2011 : Sequel
- 2015 : Metamorph

### DVD
- 2014 : Live from the Euzeniverse